# میدوی، شهرستان ماساک، ایلینوی
میدوی (به انگلیسی: Midway) یک منطقهٔ مسکونی در ایالات متحده آمریکا است که در شهرستان ماساک، ایلینوی واقع شده‌است. میدوی ۱۶۷٫۰۳ متر بالاتر از سطح دریا واقع شده‌است.